# PyRoom
 (juin 2025).
Motif : Insuffisance en matière de sources secondaires requises. Cf WP:CAA 
- Archive Wikiwix
- Bing
- Cairn
- DuckDuckGo
- E. Universalis
- Gallica
- Google
- G. Books
- G. News
- G. Scholar
- Persée
- Qwant
- (zh) Baidu
- (ru) Yandex
- (wd) trouver des œuvres sur Wikidata

| 1. | Préciser le motif de la pose du bandeau. | Précisez le motif de la pose du bandeau en utilisant la syntaxe suivante : {{admissibilité à vérifier\|date=juin 2025\|motif=remplacez ce texte par le motif}}              |
| 2. | Informer les utilisateurs concernés.     | Pensez à avertir le créateur de l'article, par exemple, en insérant le code ci-dessous sur sa page de discussion : {{subst:avertissement admissibilité à vérifier\|PyRoom}} |

PyRoom est un éditeur de texte en mode plein écran écrit avec GTK+ et basé sur l'éditeur de texte WriteRoom. PyRoom permet à l'utilisateur de saisir ses textes sans être perturbé par des programmes tiers, puisque s'affichant en plein écran. Il peut être utilisé uniquement au clavier, et est hautement configurable.

## Fonctionnalités
Pyroom permet l'édition de multiples documents en parallèle et offre une fonctionnalité de sauvegarde automatique. Il offre aussi le choix entre plusieurs thèmes prédéfinis assez sobres.
Il existe plusieurs raccourcis pour accéder aux préférences de PyRoom.
comme CTRL+I pour voir les informations du texte ou encore CTRL+P pour accéder aux préférences.